# Lloró
Lloró é um município da Colômbia, localizado no departamento de Chocó.